# Baghanis
Baghanis (en arménien Բաղանիս) est une communauté rurale du marz de Tavush, en Arménie. Elle compte 766 habitants en 2008.